# Lars-Erik Larsson (Komponist)

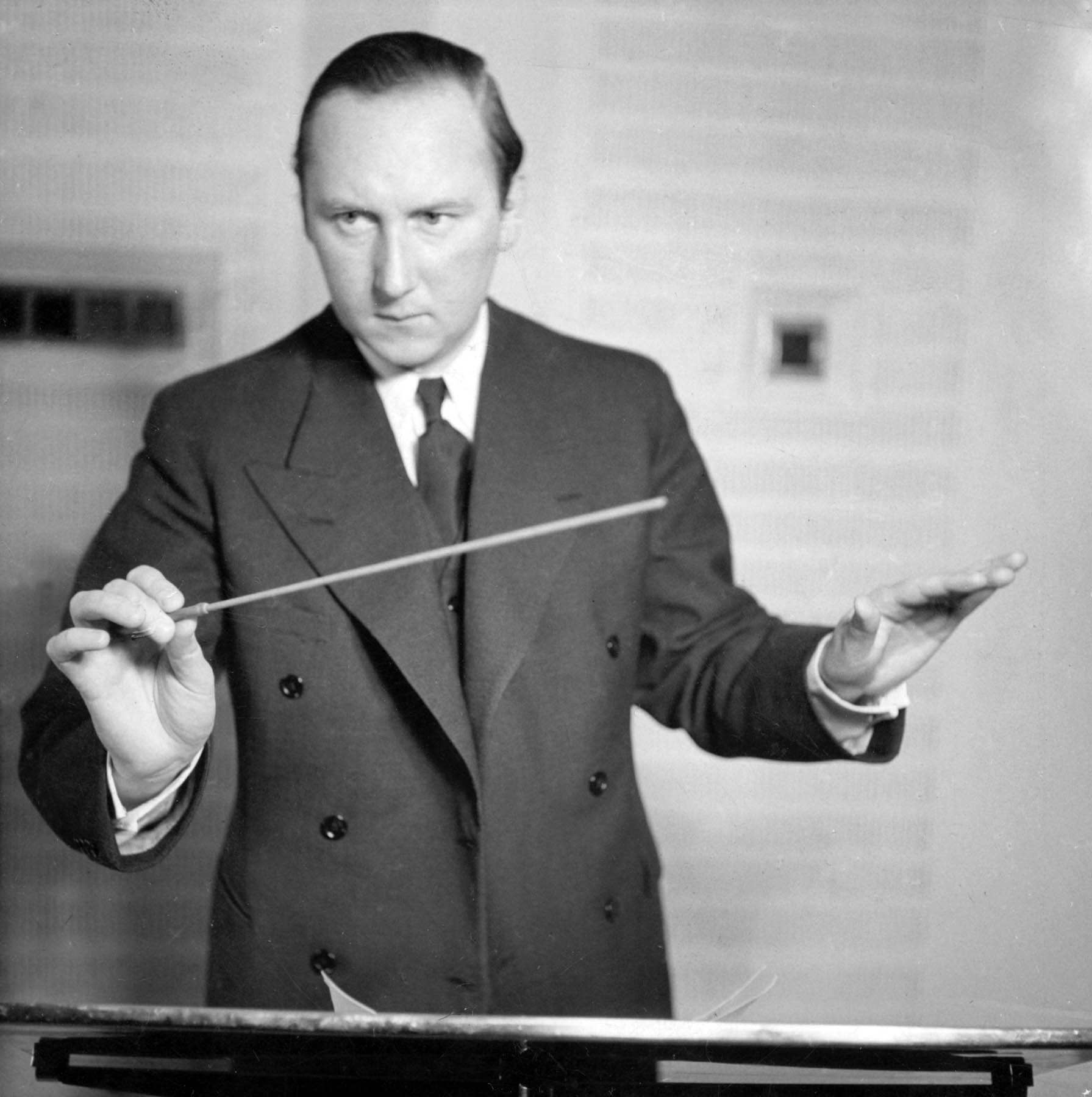
Lars-Erik Larsson

Lars-Erik Larsson (* 15. Mai 1908 in Åkarp, Gemeinde Burlöv, Schweden; † 27. Dezember 1986 in Helsingborg) war ein schwedischer Komponist, Dirigent und Musiklehrer.

## Leben
Lars-Erik Larsson studierte Musik an der Königlichen Musikhochschule Stockholm von 1925 bis 1929, unter anderem bei Ernst Henrik Ellberg in Komposition und Olallo Morales in Dirigieren. Er führte seine Studien 1929/30 bei Alban Berg in Wien und Fritz Reuter in Leipzig fort. Von 1937 bis 1954 arbeitete er regelmäßig als Dirigent, Komponist und Produzent beim schwedischen Rundfunk. Er war Kompositionsprofessor an der Stockholmer Musikhochschule von 1947 bis 1959. Als Director musices an der Universität Uppsala wirkte er von 1961 bis 1965.

## Werke (Auswahl)
- 12 Concertini für Soloinstrument und Streichorchester (1953–1957)
- Förklädd Gud, Lyrische Suite op. 24 (1940)
- Missa brevis (1954)
- Musik für Orchester (1949)
- Pastoralsuite op. 19 (1938)
- En Vintersaga op. 18
- Saxophonkonzert (1934)
- Violinkonzert op. 42 (1952)
- Sinfonietta for Strings op. 10 (1932) (uraufgeführt 1934 beim ISCM Festival in Florenz)
- Symphonie Nr. 1 in D-Dur op. 2 (1927/28)
- Symphonie Nr. 2 op. 17 (1936/37)
- Symphonie Nr. 3 in c-Moll op. 34 (1944/45)
- Lyrische Fantasie op. 54 (1967)

## Filmografie (Auswahl)
- 1943: Das Ende einer großen Liebe (Elvira Madigan)
- 1943: Der Pfarrer der Entgleisten (Kvinnor i fångenskap)
- 1944: Mord im Schneesturm (Snöstormen)
- 1945: Zwei Menschen (Två människor)
- 1953: Das große Abenteuer (Det stora äventyret)
- 1954: Herrn Arnes Schatz (Herr Arnes penningar)
- 1958: Laila – Liebe unter der Mitternachtssonne (Laila)